# فرودگاه مهسانا

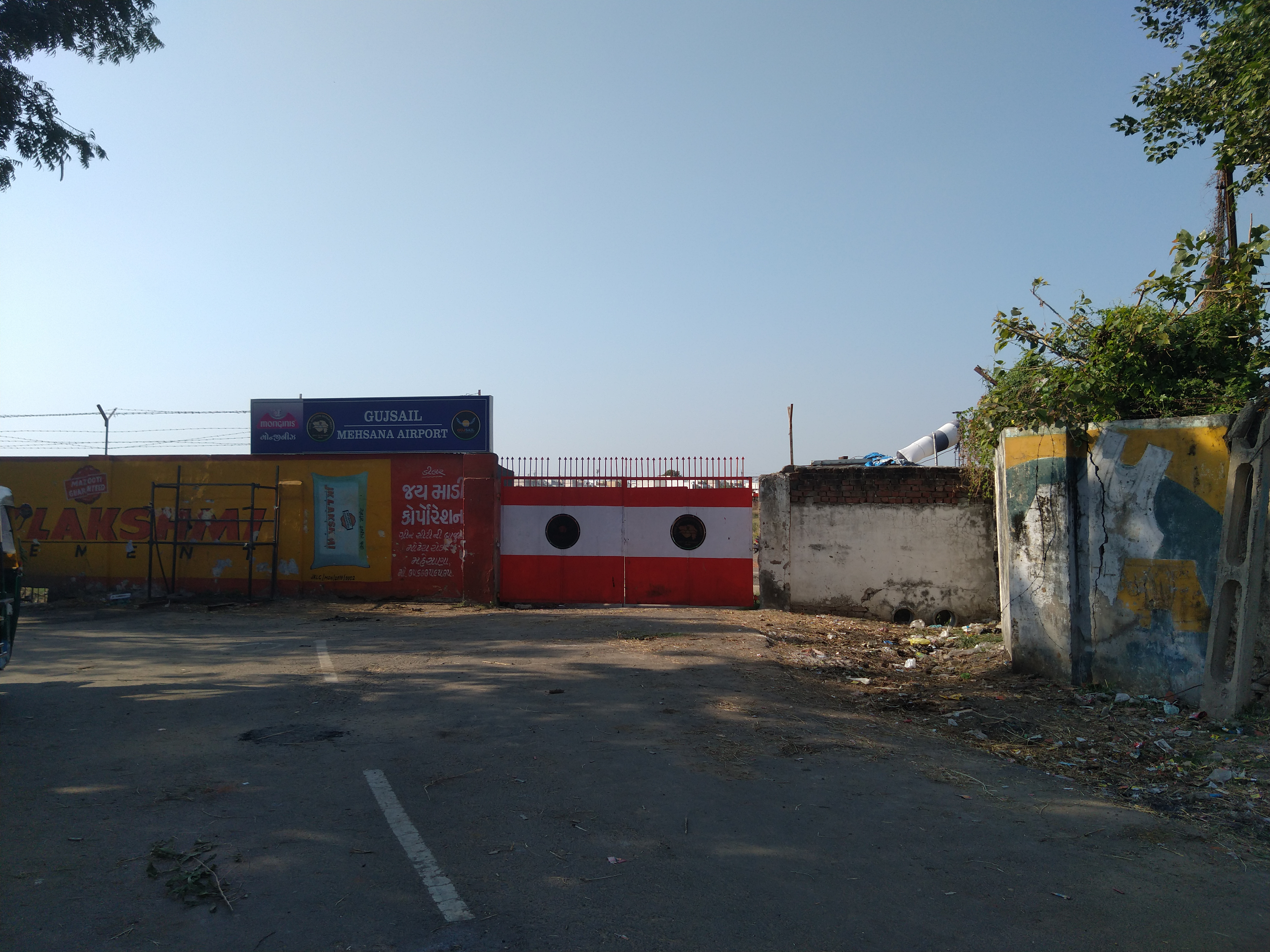
گیت(دروازه) فرودگاه گوجسایل مهسانا

فرودگاه مهسانا (به انگلیسی: Mehsana Airport) یک فرودگاه همگانی است . این فرودگاه در شهر مهسانا کشور هند قرار دارد .